# Supercoppa italiana 2013 (beach soccer)
La Supercoppa italiana 2013 si è disputata il 1 agosto 2013 a San Benedetto del Tronto. È stata la decima edizione di questo trofeo ed è stata vinta dal Terracina per la terza volta.

## Tabellino
| Arbitro: | Sicurella, Pungitore (ITA) |

|                                                                                                  |           |                                                                        |
| Borer 9pt’, 3st’, Corosiniti 3pt’, 4st’, Feudi 6st’, Frainetti 10tt’, Palmacci 10tt rig.’, 11tt’ | Marcatori | 9pt’ Marrucci, 10pt’, 11st’ Ramacciotti, 5st’, 1tt’ Gori, 7tt’ Marinai |